# 지그재그벨벳도마뱀붙이

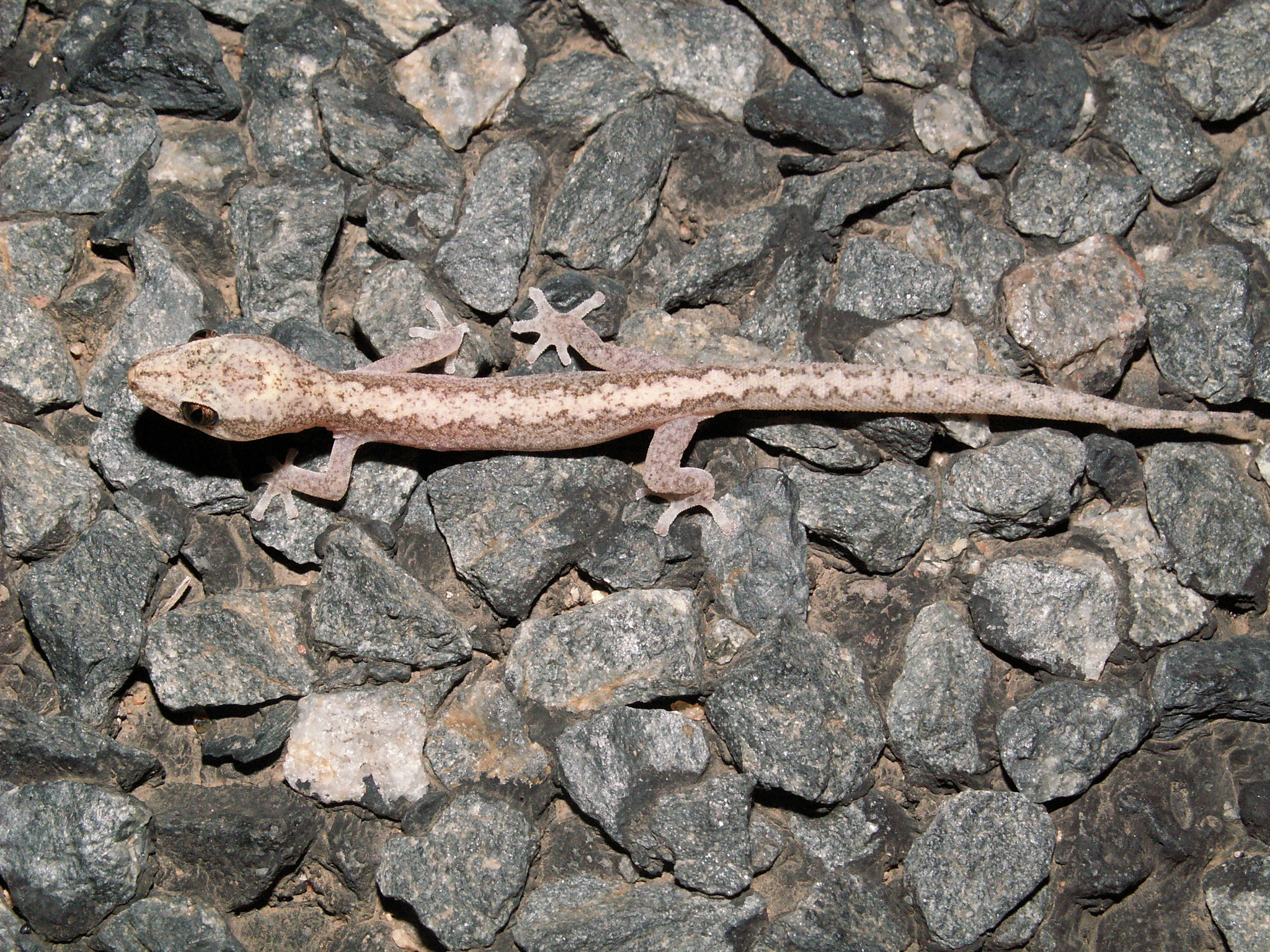

지그재그벨벳도마뱀붙이(Amalosia rhombifer)는 지그재그 벨벳 게코(zigzag velvet gecko)라고도 불리며, 도마뱀붙이류의 일종이다.

## 형태
지그재그벨벳은 16cm까지 자라며, 등은 갈색이고, 옆구리 밑부분은 흰색 또는 연한 황백색이다. 다리에는 결절이 돋아날 수 있고, 옅거나 짙은 갈색을 띈다. 몸의 색깔은 옆구리와 꼬리에 지그재그 모양의 경계를 이룬다.

## 분포
지그재그벨벳은 호주 북부, 킴벌리 지역, 서부, 북쪽으로는 퀸즐랜드 북부에 분포하다. 어떤 개체들은 앨리스스프링스지역에서 발견되었다. 지그재그벨벳은 나무거 우거진 서식지를 좋아하며, 나무껍질이나 썩어가는 나무에서 주로 발견되지만, 쓰레기더미나 건물에서도 발견된다. 주로 수목성이지만, 때때로 지면의 잎더미 밑에서 은신처를 구한다.

## 위협
지그재그벨벳은 드문 종이다. 한 동안 발견된 적이 없었는데, 2002년에 뉴사우스웨일스주의 와리알다(:en:Warialda, New South Wales)에서 하나, 베보스테이트숲(Bebo State Forest)에서 하나, 베보 남쪽의 아라쿨라자연보호지역(Arakoola Nature Reserve)에서 세 개의 표본이 발견되었다.
이 종은 심각한 위험에 처해있는데, 벌목과 덤불의 화재로 인한 서식지 파괴, 유전적 다양성의 부족을 초래하는 개체군의 고립 때문이다. 뉴사우스웨일스국립공원과야생동물서비스(The New South Wales National Parks and Wildlife Service)는 인위적인 개입 없이는 이 종은 곧 멸종할 것 같다고 보고하였다.